# Edwin J. Jorden
Edwin James Jorden (* 30. August 1863 bei Towanda,  Bradford County, Pennsylvania; † 7. September 1903 in Tunkhannock, Pennsylvania) war ein US-amerikanischer Politiker. Im Jahr 1895 vertrat er den Bundesstaat Pennsylvania im US-Repräsentantenhaus.

## Werdegang
Edwin Jorden besuchte die öffentlichen Schulen seiner Heimat und die Keystone Academy sowie die State Normal School in Mansfield. Nach einem anschließenden Jurastudium und seiner 1888 erfolgten Zulassung als Rechtsanwalt begann er in Tunkhannock im Wyoming County in diesem Beruf zu arbeiten. Politisch schloss er sich der Republikanischen Partei an.
Nach dem Tod des Abgeordneten Myron Benjamin Wright, der zum Zeitpunkt seines Todes bereits für die folgende Legislaturperiode bestätigt worden war, wurde Jorden bei der fälligen Nachwahl für den 15. Sitz von Pennsylvania als dessen Nachfolger in das US-Repräsentantenhaus in Washington, D.C. gewählt, wo er am 23. Februar 1895 sein neues Mandat antrat. Da er bei den Nachwahlen für die nächste Sitzungsperiode nicht kandidierte, konnte er bis zum 3. März 1895 nur die laufende Amtszeit im Kongress beenden. Damit war er lediglich für acht Tage Kongressabgeordneter. Die Nachwahl für die folgende Amtsperiode gewann James Hodge Codding.
Nach seiner kurzen Zeit im US-Repräsentantenhaus praktizierte Edwin Jorden wieder als Anwalt. Er starb am 7. September 1903 in Tunkhannock, wo er auch beigesetzt wurde.